# Collège de Wilhering

Le cachet du Collège de Wilhering

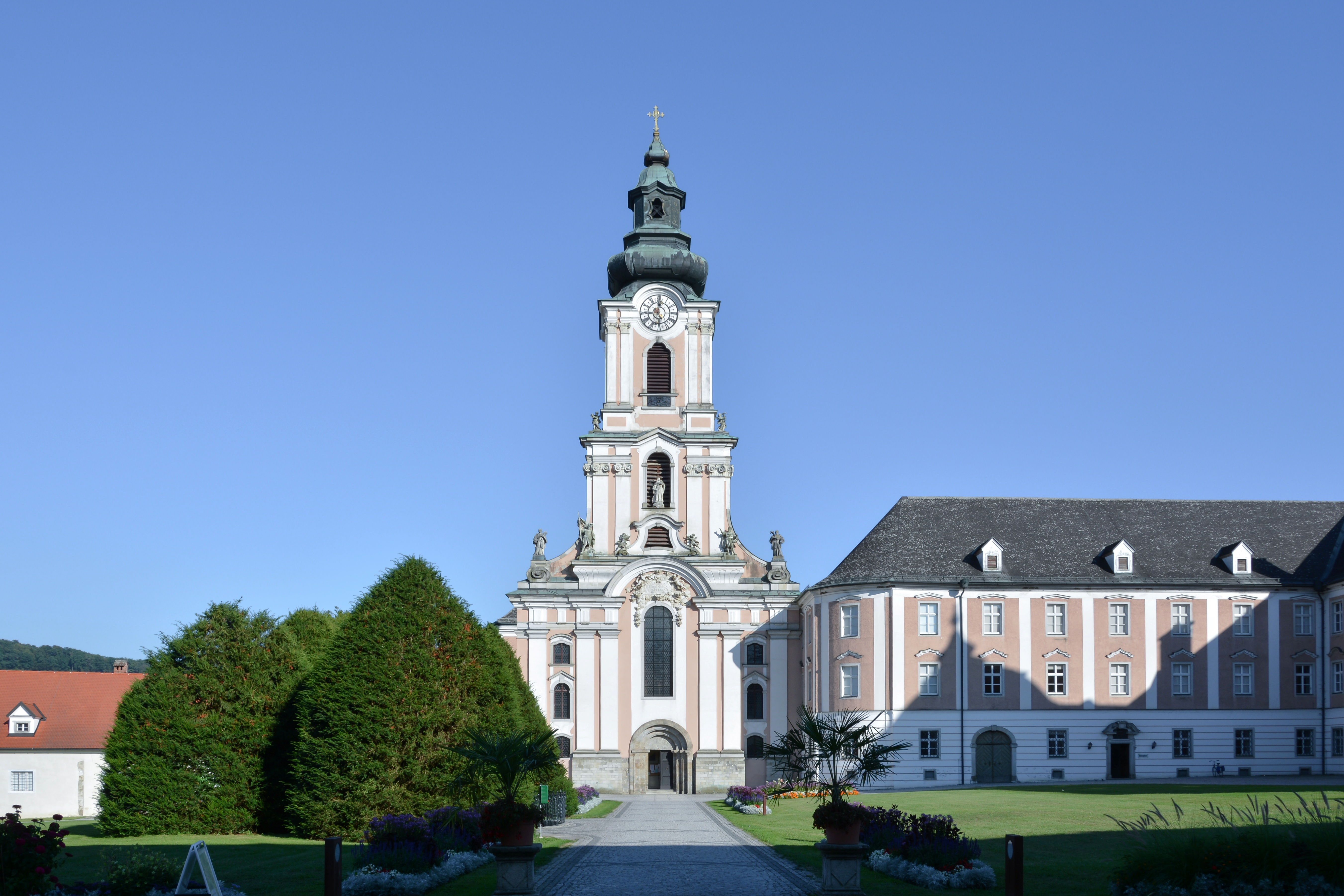
La cour de l'école avec l'église rococo de l'Abbaye de Wilhering

Le Collège de Wilhering est un établissement d'enseignement secondaire privé autrichienne qui accueille les enfants pendant huit ans, de 10 à 18 ans, situé à Wilhering en Haute-Autriche, fondé en 1895. Il est tenu par l'Abbaye cistercien de Wilhering.

## Histoire
L'école est fondée en 1895 par l'Abbé Theobald Grasböck comme internat pour garçons. Étant refuge pour nombreux résistants au nazisme, le gymnase est fermé après l’annexion de l’Autriche par l'Allemagne nazie, mais rouvre immédiatement après le Seconde Guerre mondiale en 1945.
En 1980 le Collège de Wilhering commence à admettre des filles à suivre les cours. L'internat est fermé en 1990.

## Anciens élèves
Parmi les anciens élèves remarquable se trouvent Theoderich Hofstätter (1906–1981, résistant autrichien au nazisme), Balduin Sulzer (*1932, compositeur autrichien), Beppo Mauhart (*1933, manager autrichien), Peter Huemer (*1941, journaliste autrichien), Wolfgang Holzmair (*1952, baryton autrichien) et Walter Gugerbauer (*1955, chef d'orchestre autrichien et directeur musical du Théâtre de Erfurt).